# ATC kod N
ATC kod N Nervni sistem su sekcija sistema za anatomsko terapeutsko hemijsku klasifikaciju. Ovaj sistem alfanumeričkih kodova je razvio  za klasifikaciju lekova i drugih medicinskih proizvoda.

Kodovi za veterinarsku upotrebu (ATCvet kodovi) se mogu formirati stavljanjem slova Q ispred humanih ATC kodova: QN... ATCvet kodovi bez odgovarajućeg humanog ATC koda su navedeni sa vodećim Q na sledećoj listi.
Nacionalna izdanja ATC klasifikacije mogu da obuhvataju dodatne kodove koji nisu prisutni na ovoj listi.